# Tambourissa perrieri
Tambourissa perrieri är en tvåhjärtbladig växtart som beskrevs av Emmanuel Drake del Castillo. Tambourissa perrieri ingår i släktet Tambourissa och familjen Monimiaceae. Inga underarter finns listade i Catalogue of Life.